# Eugen Malmstén
Eugen Malmstén (16 de febrero de 1907 – 1 de septiembre de 1993) fue un músico, cantante, director de orquesta, letrista y compositor finlandés. 

## Biografía
Su nombre completo era Jarl Eugen Malmstén, y nació en Helsinki, Finlandia, siendo hermano de Georg Malmstén y Greta Pitkänen, y tío de Ragni Malmstén. A los 15 años de edad, Eugen Malmstén empezó a tocar como trompetista en la banda de la armada, en la cual había tocado varios años su hermano Georg Malmstén. Al mismo tiempo empezó a estudiar canto y tocar la trompeta en el instituto musical Helsingin musiikkiopistossa. En el verano de 1924 contactó por vez primera con la música rítmica anglosajona, con ocasión de la visita de un buque inglés de guerra. En la cubierta del barco se tocó el tema "Yes Sir, That's My Baby" con un ritmo musical diferente al que era familiar en Finlandia, lo cual fue el germen que determinó su posterior carrera musical.
Eugen escuchó jazz por vez primera en 1926, cuando la orquesta del barco estadounidense RMS Andania, The Andania Yankees, actuó en el restaurante Royal. La actuación de dicha orquesta se considera el punto de partida del jazz finlandés. Basándose en lo que vio y escuchó, Eugen fue perfeccionando su estilo, de carácter más americano e inspirado en el de Louis Armstrong.
En 1927, junto a Al Manuel, fundó la Flapper's Dance Band. En el otoño del mismo año se integró en la recién fundada Fred Freddy's Rhytmic Orchestra de Fred Klimscheff.
Posteriormente tocó en The Hot Fiveen y en la orquesta Zamba. En 1931 grabó por vez primera cantando bajo el pseudónimo de Esa Nummenkivi, pues no quería influir sobre la reputación conseguida por su hermano mayor. Sin embargo, pronto cambió a su propio nombre, y en la década de 1930 grabó un gran número de discos, a veces con mejores ventas que los de su hermano. En total, a lo largo de su trayectoria grabó casi 500 discos.
En 1934, a Cecil Backmansson, fundador de la revista Rytmi, se le ocurrió emitir un programa radiofónico con música swing de estilo estadounidense. Yleisradio aceptó la propuesta, y el 12 de noviembre de 1934 empezó la transmisión de Rytmin Radio-pojat, que posteriormente cambió el título por Rytmi-Pojiksi. En su mejor momento, la orquesta de 14 músicos integraba al sexteto de Robert von Essen, dirigido por Eugen. Algunos de los temas grabados por dicha orquesta fueron "Hei hulinaa, Helsinki" (1935), "Ruusut hopeamaljassa", "Sä muistatko metsätien", "Mustat silmät" y "Tuo suru jonka sain". Rytmi-Pojat se disolvió en 1937, cuando Eugen pasó a dirigir la Orquesta Rio. Malmstén continuó su carrera como cantante discográfico, tocando también con la orquesta Rio en sesiones de grabación de otros cantantes.
Durante la Guerra de Invierno y los siete primeros meses de la Guerra de Continuación, Eugen luchó en el frente, pero después formó parte de las recién formadas fuerzas de entretenimiento. Realizó una gura tras la línea del frente con una orquesta llamada Bunker Boys. En esa época hizo grabaciones como "Elämä juoksuhaudoissa" y "Sillanpään marssilaulu" pero, finalizada la guerra, su popularidad menguó, y ya rara vez volvió a grabar.
Durante la Guerra de Continuación conoció al acordeonista Lasse Pihlajamaa, con el que trabó una gran amistad. Tras las guerras, Pihlajamaa y Malmstén hicieron giras junto a Viljo Vesterinen, principalmente por Tampere. En 1960 Malmstén trabajó en la compañía discográfica Scandia, coincidiendo con Harry Orvomaa.
En los años 1950 empezó a utilizar el humor en sus actuaciones. Siguió haciendo giras, y grabó con Esa Pakarinen el disco Esa ja Eugen tangoja tärvelemässä. En 1962 el dúo hizo una gira de tres meses por Canadá y Estados Unidos actuando para los finlandeses asentados en esos países. Hicieron un total de 50 conciertos. Además, y también actuando para inmigrantes finlandeses, hicieron una gira por Australia en 1974.
En ese mismo año 1974 grabó el único álbum de su carrera, Jatsiviikingit. En 1975 grabó el tema "Kohtalokas samba", que en 1950 había escrito junto a su hermano Georg. Eugen Malmstén siguió actuando con frecuencia irregular hasta principios de los años 1980, jubilandose después. 
Eugen Malmstén falleció en 1993, a los 86 años de edad, en el Hospital Kivelä de Helsinki. Fue enterrado en el Cementerio de Hietaniemi (bloque 32, fila 11), junto a su hermano Georg, sus padres y su esposa, Martha Linnea (1910–1994).

## Discografía

### Álbumes
- 1974 : Jatsiviikingit (Satsanga Records)

### Colecciones
- 1975 : Varios artistas : 16 tähteä – 16 iskelmää (Finndisc)
- 2007 : Juhlalevy (Salix)